# Ain’t Life Grand
Ain’t Life Grand — второй и последний альбом рок-группы Slash's Snakepit, был издан в 2000 году.

## Список композиций
Все песни написаны участниками Slash's Snakepit, дополнительные авторы отмечены отдельно.
| №   | Название             | Автор(ы)    | Длительность |
| --- | -------------------- | ----------- | ------------ |
| 1.  | «Been There Lately»  |             | 4:28         |
| 2.  | «Just Like Anything» | Джек Дуглас | 4:23         |
| 3.  | «Shine»              |             | 5:21         |
| 4.  | «Mean Bone»          | Джек Дуглас | 4:40         |
| 5.  | «Back to the Moment» | Джефф Пэрис | 5:33         |
| 6.  | «Life's Sweet Drug»  |             | 3:53         |
| 7.  | «Serial Killer»      | Джек Дуглас | 6:19         |
| 8.  | «The Truth»          | Джек Дуглас | 5:17         |
| 9.  | «Landslide»          | Джек Дуглас | 5:30         |
| 10. | «Ain't Life Grand»   |             | 4:54         |
| 11. | «Speed Parade»       |             | 3:52         |
| 12. | «The Alien»          | Джек Дуглас | 4:27         |

| №   | Название                    | Длительность |
| --- | --------------------------- | ------------ |
| 13. | «Rusted Heroes»             | 4:51         |
| 14. | «Something About Your Love» | 2:53         |

## Участники записи
Slash’s Snakepit
- Род Джексон — вокал
- Слэш — соло-гитара, ритм-гитара
- Райан Рокси — ритм-гитара, бэк-вокал
- Джон Грипарик — бас
- Мэтт Лог — ударные

Дополнительные музыканты
- Тедди Андреадис[англ.] — клавишные, бэк-вокал
- Колин Дуглас — перкуссия
- Джимми «Z» Завала[англ.] — саксофон, губная гармоника
- Ли Торнберг — труба
- Джефф Пэрис — бэк-вокал
- Керен Лоуренс — бэк-вокал
- Келли Зэнсен — бэк-вокал
- Ким Нейл — бэк-вокал
- Райа Бим — вокал на «Mean Bone»

Дополнительный персонал
- Джек Дуглас[англ.] — продюсирование, ситар, бэк-вокал
- Джэй Мессина — микширование
- Джим Митчелл — дополнительное продюсирование, аудиоинженер
- Элес Олссен — ассистент аудиоинженера
- Джон Тири — ассистент аудиоинженера
- Маурицио «Maui» Тиелла — ассистент аудиоинженера
- Джордж Марино — мастеринг
- Грег Кэлби — мастеринг